# Rothia vaovao
Rothia vaovao là một loài bướm đêm trong họ Noctuidae.